# Quercus acerifolia
Quercus acerifolia (E.J.Palmer) Stoynoff & Hess – gatunek roślin z rodziny bukowatych (Fagaceae Dumort.). Występuje naturalnie w środkowych Stanach Zjednoczonych – w Arkansas.

## Morfologia
PokrójZrzucające liście drzewo lub krzew. Dorasta do 15 m wysokości. Kora ma czarniawą barwę.
LiścieBlaszka liściowa ma kształt od jajowatego do elipsoidalnego. Mierzy 7–14 cm długości oraz 10–15 cm szerokości, jest z 5–7 parami owalnie podługowatych klapek na brzegu, ma ostry wierzchołek. Ogonek liściowy jest nagi i ma 2–4,5 cm długości.
OwoceOrzechy zwane żołędziami o kształcie od jajowatego do podługowatego, dorastają do 10–20 mm długości i 9–15 mm średnicy. Osadzone są pojedynczo w brązowych miseczkach mierzących 4–7 mm długości i 10–20 mm średnicy. Orzechy otulone są w miseczkach do 25–30% ich długości.

## Biologia i ekologia
Rośnie na skalistych zboczach. Występuje na wysokości od 500 do 800 m n.p.m.

## Ochrona
W Czerwonej księdze gatunków zagrożonych został zaliczony do kategorii EN – gatunków zagrożonych wyginięciem.